# Bubenečský hřbitov (Na Skalce)
Bubenečský hřbitov Na Skalce je zrušený hřbitov v Praze 6 v Bubenči mezi ulicí Wolkerova a zdí parku Stromovka, cca 200 m východně od bubenečského kostela sv. Gotharda. Má rozlohu 1160 m², příjezdová cesta od ulice Wolkerova 479 m². Hřbitov spravuje příspěvková organizace Hřbitovy a pohřební služby hl. m. Prahy, která jej hodlá revitalizovat.

## Historie
Nad Královskou oborou v místě zvaném Na Skalce byl záměr zřídit hřbitov již za josefínských reforem. Na Bubenečském hřbitově u kostela svatého Gottharda již nebylo místo, proto bylo roku 1787 povoleno pohřbívat z Bubenče na hřbitově v Bubnech (Holešovicích-Bubnech) u kostela svatého Klimenta. Roku 1801 byl kostel svatého Gottharda rozšířen na úkor plochy hřbitova, proto bylo rozhodnuto zřídit nový hřbitov na pozemcích kostela u ohradní zdi Královské obory a zahrady u Místodržitelského letohrádku. Roku 1802 zde byla postavena márnice a pozemek byl obestavěn hřbitovní zdí. Cesta na hřbitov původně vedla oklikou – nejprve bylo nutné dojít k hlavním vratům Královské Obory před loveckým zámkem a odtud podle obřadní zdi k hřbitovním dveřím. Až farář František Koutský (1808-1823) se postaral o přístupovou cestu z ulice Školské (Wolkerova) podle zahrady při domě čp. 42 a spolu s tehdejším stavovským zahradníkem Josefem Fuchsem vysadili po stranách této nové cesty řady stromů. Vstup na hřbitov byl mezi zahradou letohrádku a domem čp. 36. Hřbitov byl užíván do roku 1888, kdy byl založen nový hřbitov Ve Struhách (ulice Antonína Čermáka), poté postupně chátral.

### Hrobky a pomníky
Dochovalo se zde několik zarostlých náhrobků a pomníků, náhrobní desky a pomníky pocházejí z dílny Ignáce Františka Platzera, Josefa Maxe a Ferdinanda Pischelta. Bývala zde hrobka rodiny Leglerovy s náhrobní deskou od J.Platzera, u východní hřbitovní zdi pomník rodiny Heznerovy od J.Platzera a pomník od Josefa Maxe, dále dva pomníky–kříže od Ferdinanda Pischelta, z nichž je jeden dochován při severní zdi u Královské obory (zpodobňuje splývající roucho se sluncem v horní části). V severní zdi se nachází deska s německým nápisem „Wally Wündsteiger gestorben am 5. October 1848 im 23. Lebensjahre, Alois Wündsteiger gestorben am 22. Jänner 1850 im 22. Lebensjahre“. Před touto deskou je odkrytý, prázdný hrob. Další stopy po náhrobních deskách jsou výklenky ve hřbitovní zdi, kterou je hřbitov ze tří stran ohrazen. Severní zeď odděluje hřbitov od Královské obory, jižní od zahrad sousedních domů čp. 13 – 15 ve Wolkerově ulici. Východní zeď je probourána do bývalého zahradnictví Místodržitelského letohrádku, na západní straně je hřbitov oddělen drátěným plotem od sousední zahrady. V jižní části hřbitova v pětimetrovém pruhu se nachází větší množství náhrobků, například s nápisem „Familie Eduard Seutter von Lötzen“. Při západní zdi je dvoumetrový pruh s několika náhrobky. Oba pruhy jsou odděleny od zbytku hřbitova drátěným plotem.